# Цильтендорф
Цильтендорф (нем. Ziltendorf) — община в Германии, в земле Бранденбург.
Входит в состав района Одер-Шпре. Подчиняется управлению Брисков-Финкенхерд.  Население составляет 1613 человек (на 31 декабря 2010 года). Занимает площадь 29,21 км².
Коммуна подразделяется на 2 сельских округа.
| Год  | Население |
| ---- | --------- |
| 2005 | 1695      |
| 2010 | 1635      |